# Джеймс Шорталл
Джеймс Шорталл (англ. James Shortall; нар. 25 грудня 1979) — колишній новозеландський тенісист.
Найвищу одиночну позицію світового рейтингу — 684 місце досяг 8 квітня 2002, парну — 313 місце — 14 жовтня 2002 року.

## Титули ITF Ф'ючерс

### Парний розряд: (4)
| Ранг | Дата     | Турнір                | Покриття | Партнер        | Суперники                                | Рахунок          |
| ---- | -------- | --------------------- | -------- | -------------- | ---------------------------------------- | ---------------- |
| 1.   | Сер 1998 | Литва F1, Вільнюс     | Килим    | Віктор Брутанс | Крейґ Кемпбелл Мірко Пегар               | 2–6, 6–3, 7–5    |
| 2.   | Вер 2000 | США F22A, Іст-Гамптон | Ґрунт    | Вікрант Чадга  | Данієль Монтес де Ока Хуан-Карлос Паркер | 6–4, 2–6, 6–3    |
| 3.   | Жов 2001 | США F23, Джексон      | Тверде   | Йон Вальмарк   | Матіас Бекер Бо Годж                     | 7–6(6), 4–6, 6–4 |
| 4.   | Вер 2002 | США F24B, Коста-Меса  | Тверде   | Оскар Юганссон | Пракаш Амрітрадж Ражів Рам               | 7–6(0), 6–3      |